# 5490 Барбідж
5490 Барбідж (5490 Burbidge) — астероїд головного поясу, відкритий 24 вересня 1960 року.
Тіссеранів параметр щодо Юпітера — 3,578.